# 前田翔悟
前田 翔悟（まえだ しょうご）は、日本のゲームプロデューサー、プロジェクトマネージャ。元日立システムズ。
現在はポケラボに勤務。

## 人物
新卒で日立システムズに入社し、エンジニアとプロジェクトマネージャを経験。
2012年よりポケラボに入社。複数タイトルのプロデューサーを経て、SINoALICEの企画からプロデューサーとしてサービスを立ち上げる。現在も同タイトルの運営全般を統括する。
ユーザからは前田Pや前Pと呼ばれ、シノアリスの生放送では、リアルガチャで必ずイカサマ演出で魔晶石をプレゼントすることでファンから喜ばれている。
また同人活動も行なっており、コミケでソーシャルゲーム業界にまつわる同人小説を出している。

## 作品
- モンスターパラダイス+[2]
- 栄光のガーディアンバトル（プロジェクトマネージャ）[3]
- SINoALICE（プロデューサー）